# Cité d'habitations à bon marché du square Dufourmantelle
La cité d'habitations à bon marché du square Dufourmantelle est un grand ensemble situé à Maisons-Alfort, dans le Val-de-Marne, en France.

## Historique
La cité a été construite entre 1930 et 1934 par les architectes André Dubreuil et Roger Hummel. Elle compte 600 logements sociaux. En brique, son style est influencé par l'architecture viennoise du début du XXe siècle.
Elle est le résultat d'une demande de l'Office départemental des « habitations à bon marché » (HBM).
Officiellement, elle est délimitée par  la rue Jean-Jaurès, la rue de Rome, l'avenue de la Liberté et le square Gabriel-Fauré.
Les façades et toitures de l'ensemble des bâtiments, le sol de la parcelle, tout comme la sculpture Le petit chaperon rouge  de Maurice Saulo, sont inscrits au titre des monuments historiques par arrêté du 27 juin 2007.

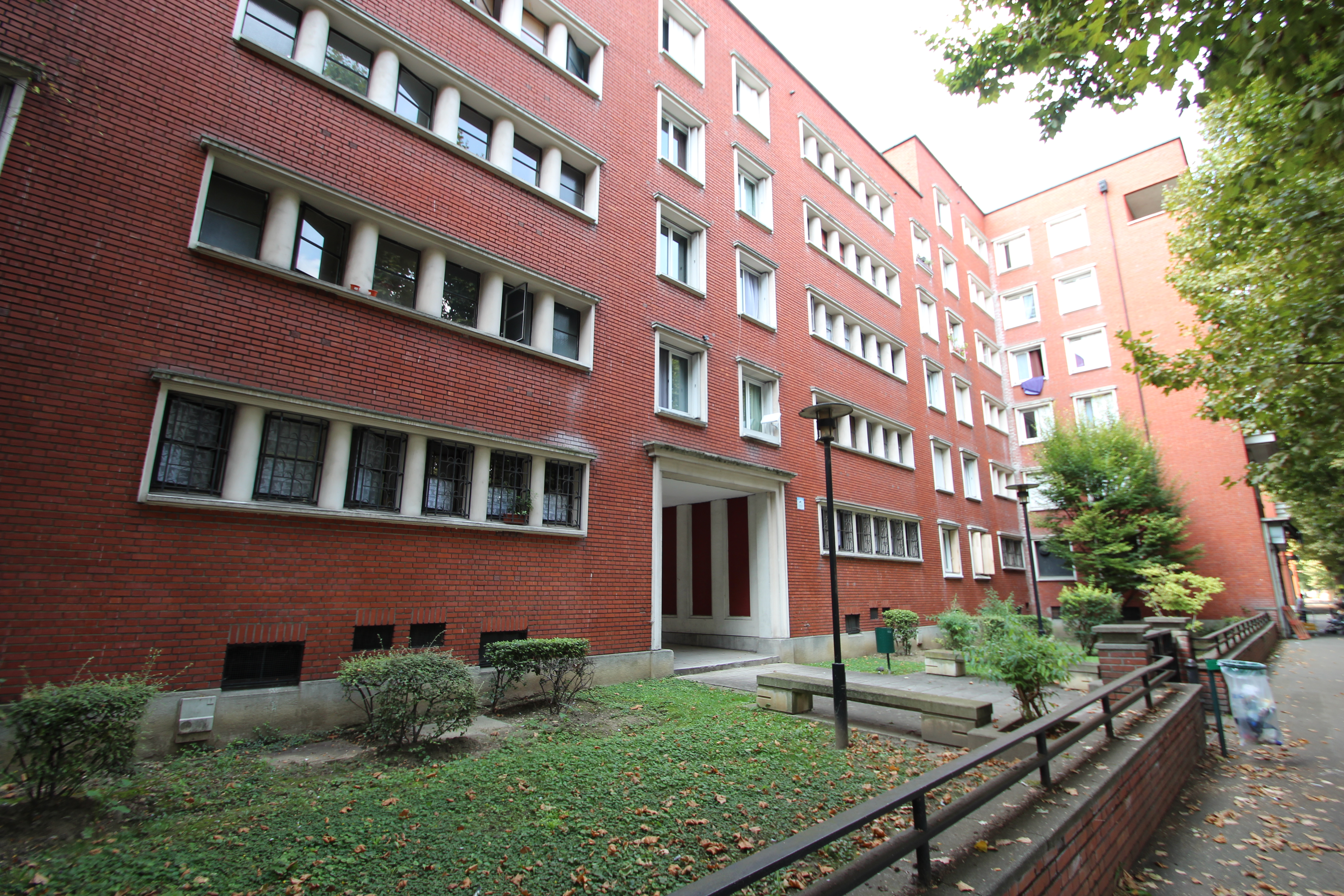
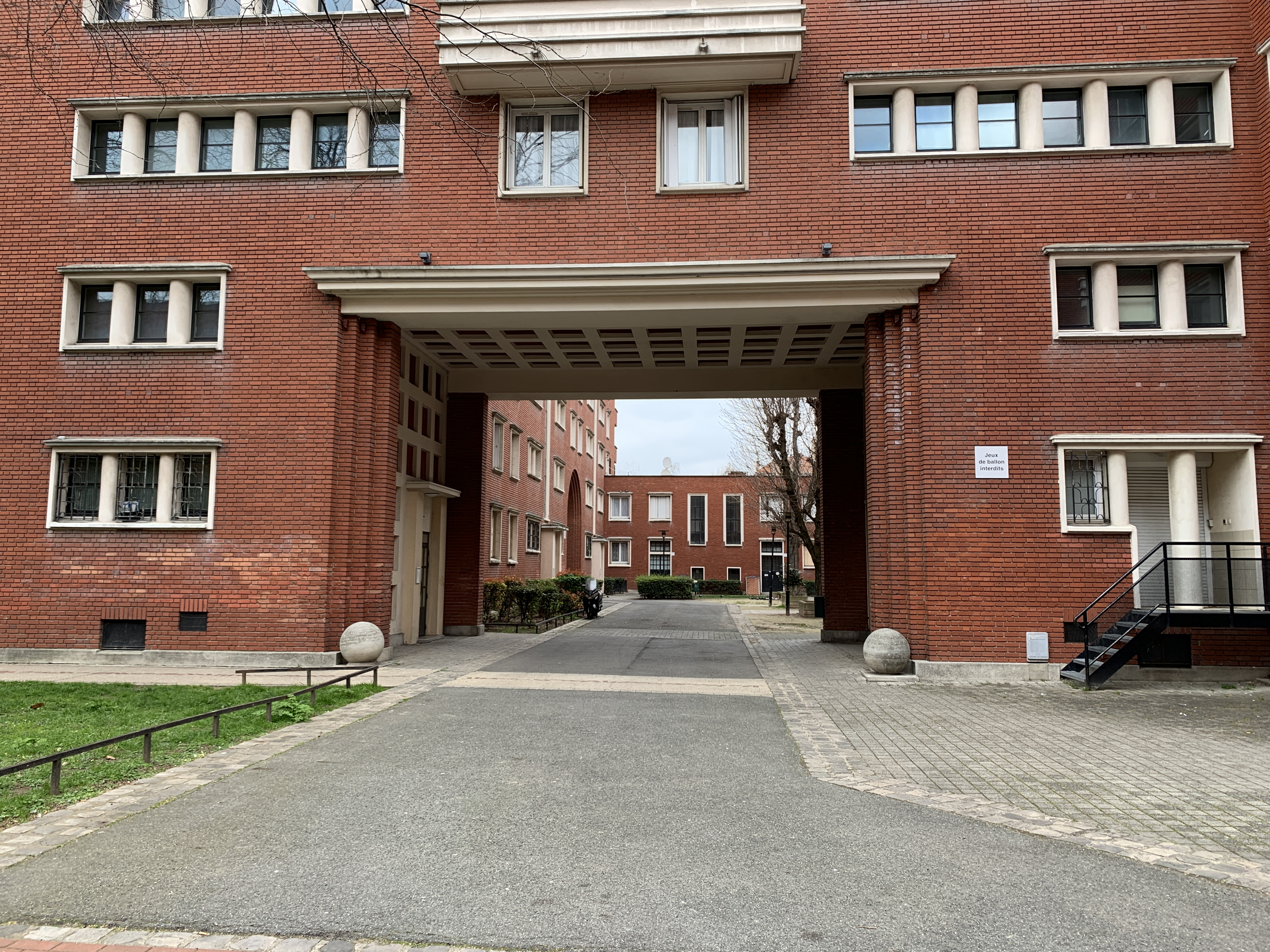
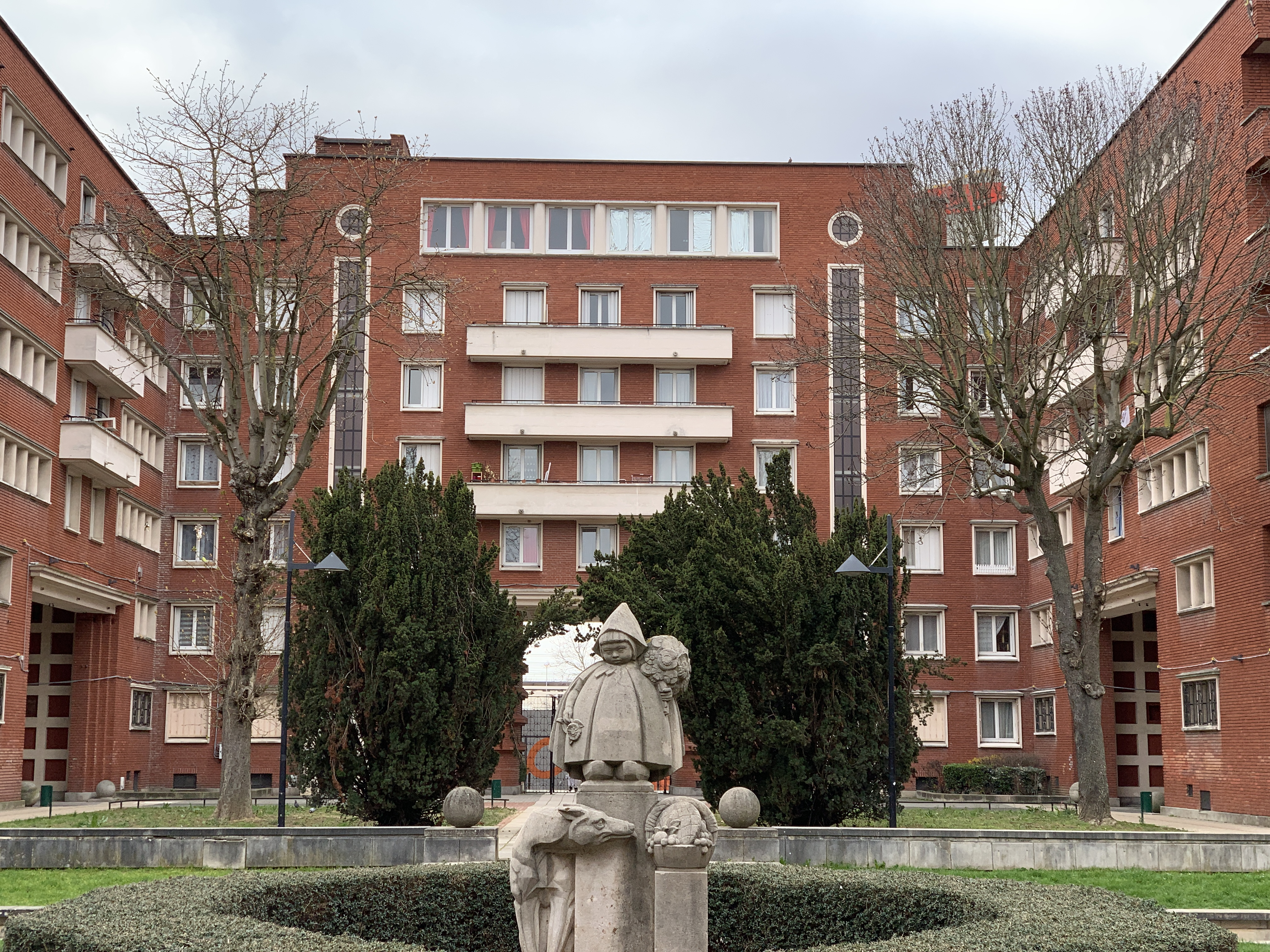
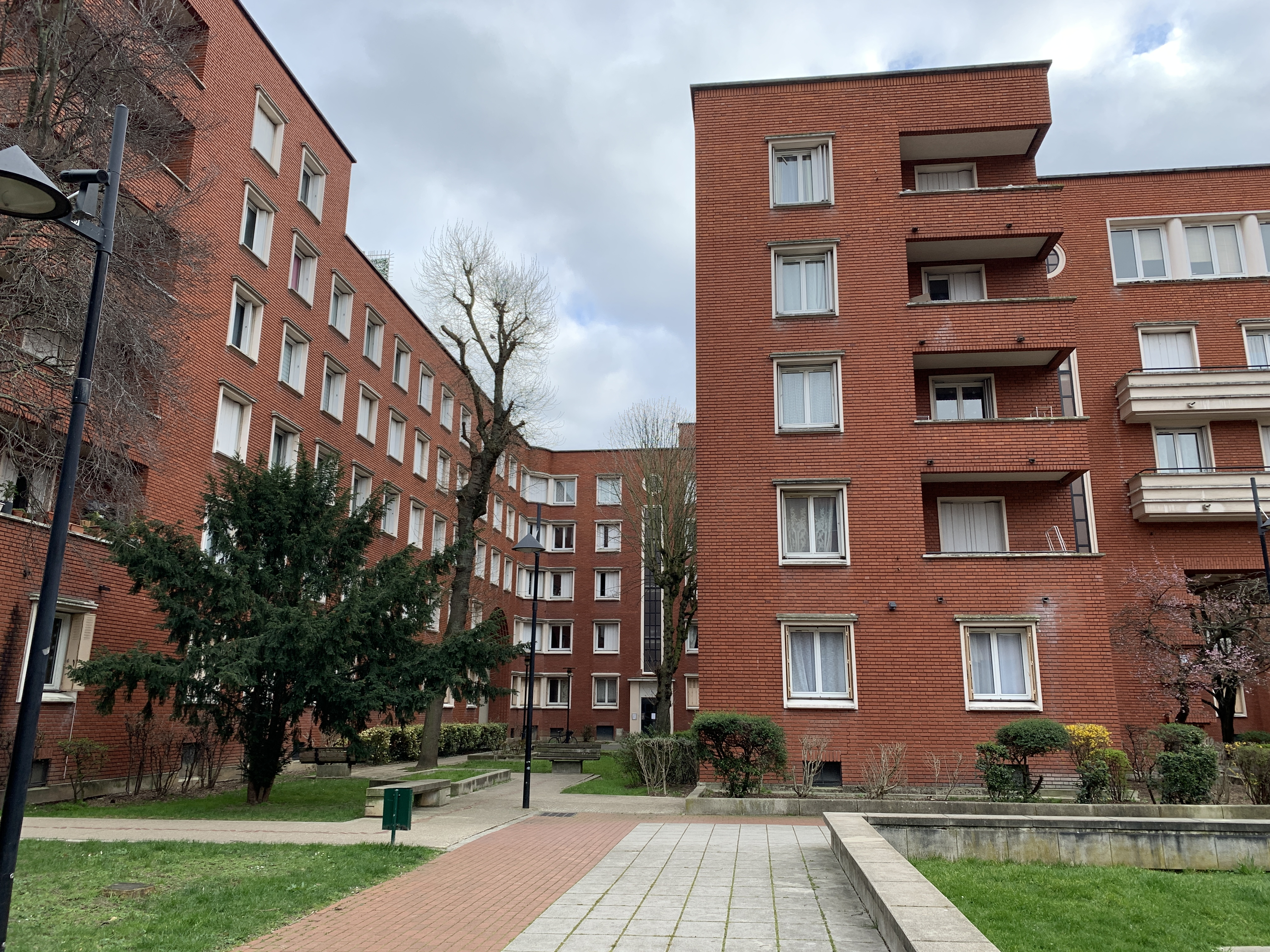
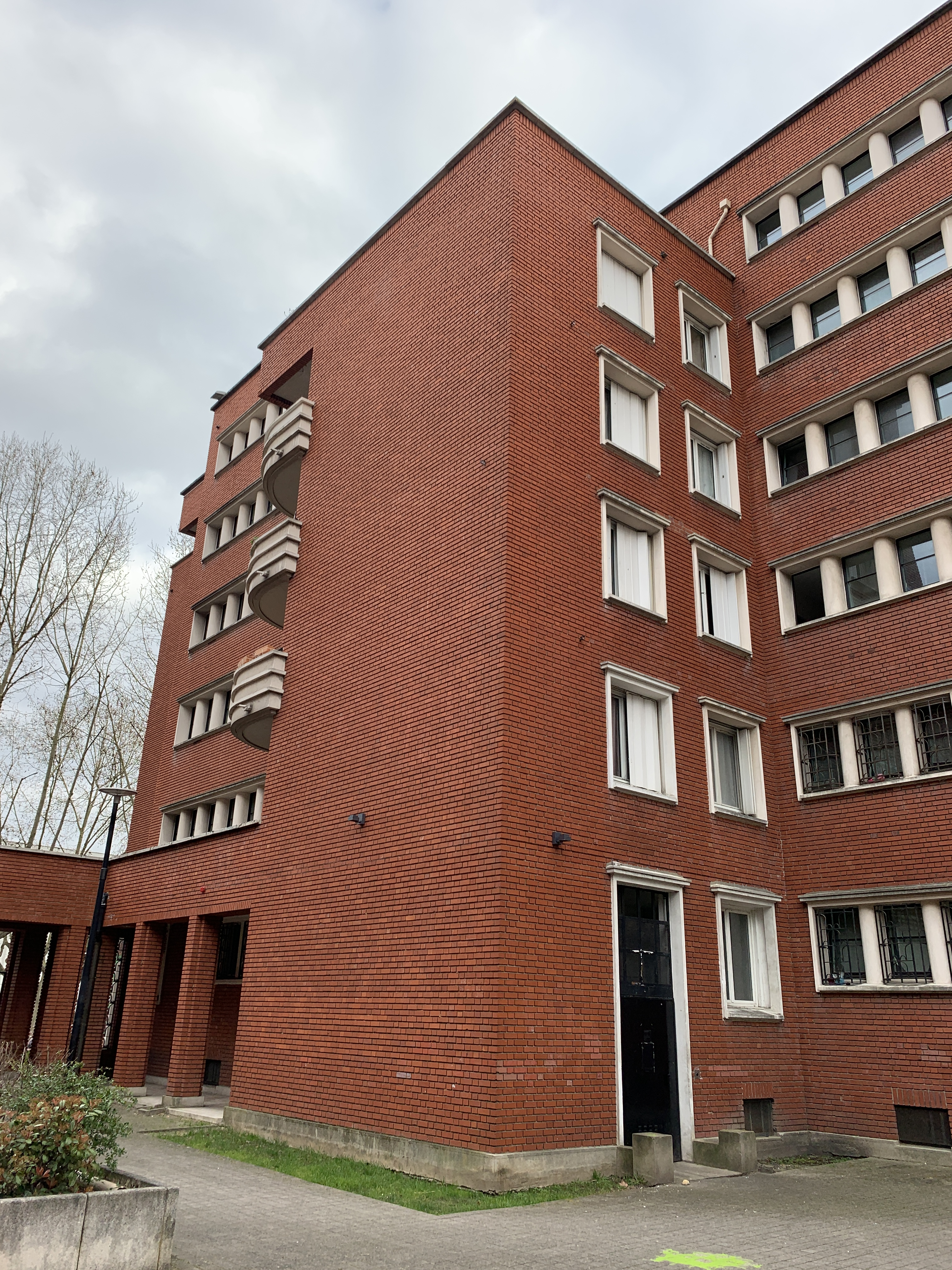
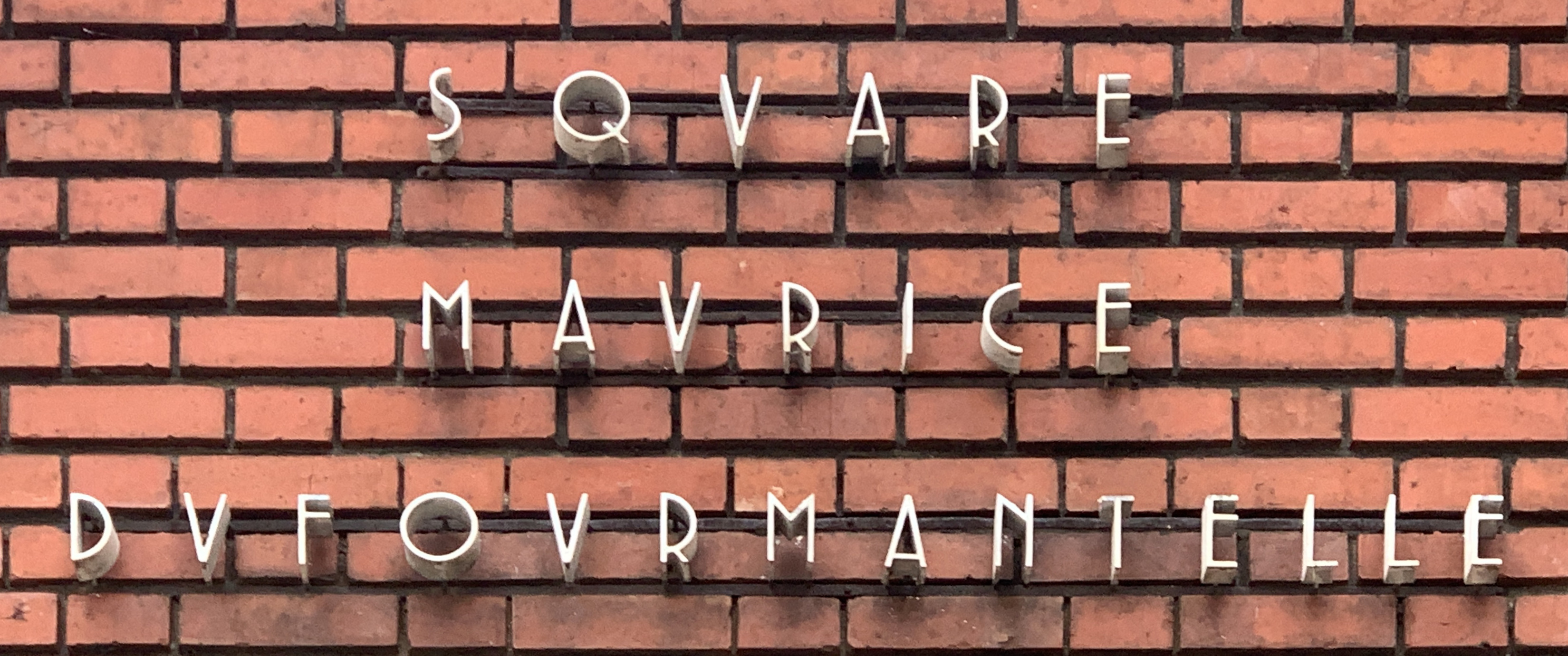